# Giacomo Cardaci
Giacomo Cardaci (Udine, 13 agosto 1986) è uno scrittore e giurista italiano.

## Biografia

### Carriera letteraria
È nato a Udine nel 1986, ma si è trasferito a Milano a 13 anni. Ha iniziato a scrivere raccontando le vicende dell'allagamento del liceo classico Giuseppe Parini di Milano attraverso alcuni articoli pubblicati sul Corriere della Sera e, successivamente, con un ciclo di racconti poi raccolti nel libro Alligatori al Parini, uscito con Arnoldo Mondadori Editore nel 2008.
Ancora adolescente, ha vinto e ricevuto menzioni speciali in numerosi concorsi letterari, tra i quali il premio Piero Piero Chiara Giovani e il premio Pier Vittorio Tondelli. Ha anche ottenuto una menzione speciale al premio “Luigi Pirandello” ed è stato semifinalista al premio Campiello Giovani.
Nel febbraio 2008 è uscito il suo racconto Crioconservazione, pubblicato all'interno del numero della rivista trimestrale Nuovi Argomenti dedicato ai giovani scrittori non ancora trentenni.
Il suo secondo romanzo, La formula chimica del dolore, è uscito con Arnoldo Mondadori Editore nel 2010.
Nel 2019 ha pubblicato il romanzo Zucchero e catrame per Fandango, che è stato selezionato nella categoria principale del Premio letterario Giovanni Comisso ed è stato finalista nella categoria riservata agli scrittori Under 35.
Nel 2022, è uscito l'audiolibro del romanzo, letto da Andrea Beltramo per Audible.
Ha scritto la voce "conturbante" all'interno del Nuovo dizionario affettivo della lingua italiana, a cura di Matteo B. Bianchi, edito da Fandango editore nel 2019. Anche nel 2012, aveva pubblicato su un numero speciale di ‘Tina, rivista letteraria diretta da Matteo B. Bianchi, la voce “fellonia”
Nel 2022, ha scritto un reportage dedicato alla Milano queer intitolato La cacciata dell’ultima strega, pubblicato sul volume dedicato a Milano della collana The Passenger, edita da Iperborea.
Ha pubblicato diversi editoriali sia sulla pagina milanese che su quella nazionale del Corriere della Sera.
Nel settembre 2017 ha fondato il “Gruppo di lettura LGBT” di Milano, che riunisce appassionati di libri a tematica LGBT+: organizza e modera il dibattito mensile sui libri scelti, le colazioni letterarie domenicali, i cineforum, la riffa e il quiz letterario. Col gruppo di lettura, ha intervistato diversi scrittori, tra cui David Leavitt, Edmund White, Paul Mendez, David Poissant, Nicola Lagioia, Eleonora Caruso.

### Attività giuridica e attivismo LGBT+

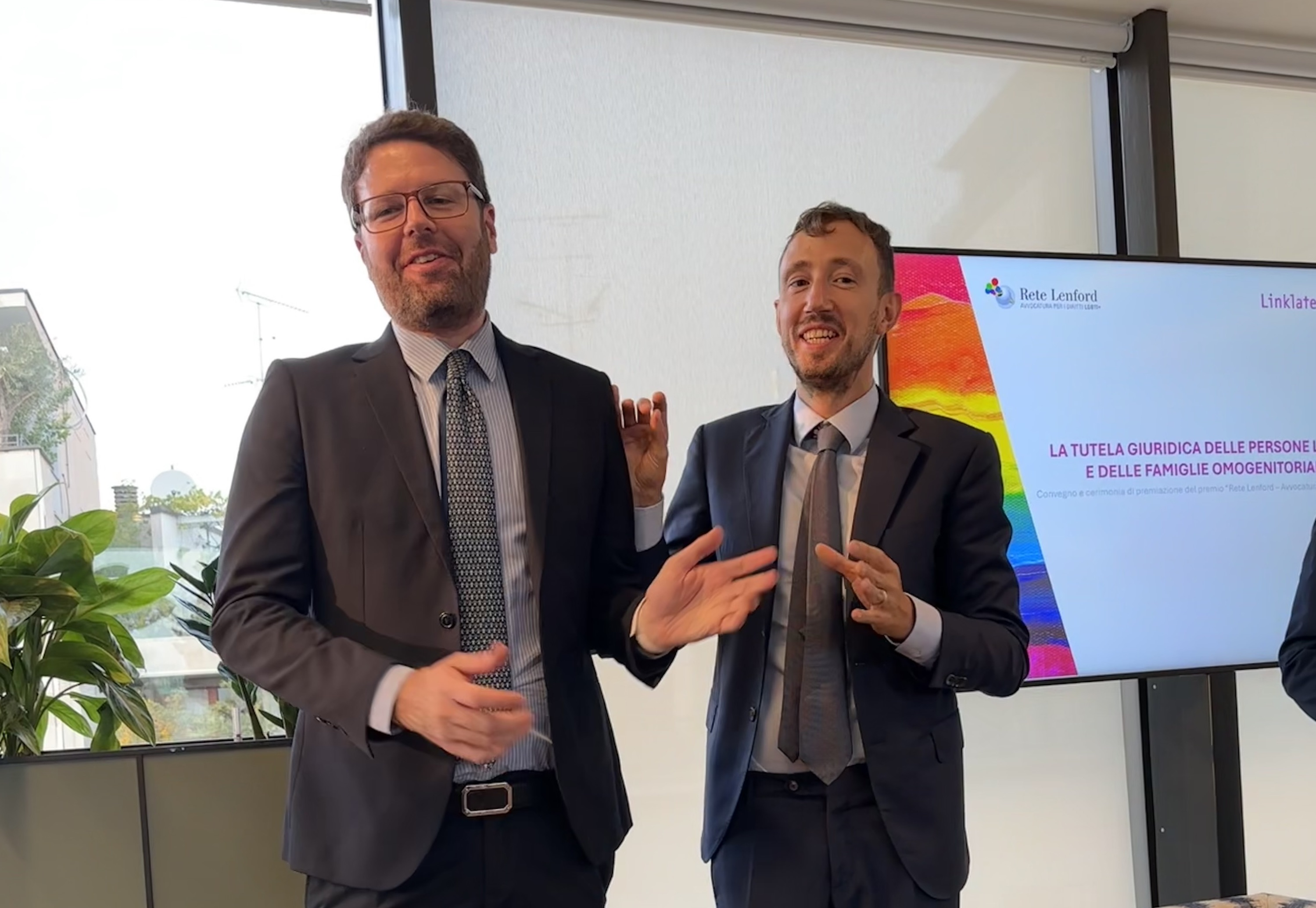
Giacomo Cardaci e Vincenzo Miri nel 2023.

Ha frequentato la facoltà di giurisprudenza presso l'Università degli Studi di Milano-Bicocca, dove si è laureato nel 2012. Ha conseguito un dottorato di ricerca in diritto processuale civile con una tesi intitolata "La domanda risarcitoria: struttura e modificazione", svolgendo un periodo di ricerca presso il Queen Mary University of London e l’Institute of advanced legal studies di Londra. Successivamente, ha ottenuto un post dottorato all’Università di Verona e poi di Milano Bicocca.
Apertamente omosessuale, è socio e membro della segreteria del comitato scientifico di Rete Lenford - Avvocatura per i diritti LGBTI, direttore nel 2017 del Centro Studi Europeo sull'Orientamento Sessuale e l'Identità di Genere, è esperto in materia di diritto delle famiglie con due padri o due madri e delle persone omosessuali, transessuali e intersessuali, temi sui quali ha pubblicato numerosi saggi accademici.

### Testimonial AIRC
È diventato testimonial di AIRC, Associazione italiana ricerca contro il cancro, dopo essere guarito da un tumore inoperabile, aggressivo e recidivante.
È uno dei protagonisti del documentario Why me?, diretto da AIRC, pubblicato su Primevideo e trasmesso da Rai3.
La sua storia personale, segnata da un linfoma di Hodgkin, è stata raccontata dal vicedirettore del Corriere della Sera Giangiacomo Schiavi nel libro Buone notizie. Storie di un’Italia controcorrente nelle pagine del ‘Corriere della Sera’, nel capitolo Lo studio, la malattia, la laurea. Ecco un giovane che ce l’ha fatta”. Lo stesso autore lo ha inserito nei ringraziamenti nel romanzo Il mistero della notte, dedicato alla figura di Gianni Bonadonna, oncologo che entrambi hanno conosciuto e che ha inventato il protocollo di chemioterapia cui Cardaci si è sottoposto per guarire dalla malattia.

## Opere

### Romanzi
- Giacomo Cardaci, Alligatori al Parini, Milano, Mondadori, 2008, ISBN 978-8804573654.
- Giacomo Cardaci, La formula chimica del dolore, Milano, Mondadori, 2010, ISBN 978-8804597957.
- Giacomo Cardaci, Zucchero e catrame, Milano, Fandango Libri, 2019, ISBN 978-8860445940.

### Racconti
- Giacomo Cardaci, Crioconservazione, in Nuovi Argomenti, Milano, Mondadori, n. 41, Gennaio-Marzo 2008.

### Pubblicazioni giuridiche
- Pubblicazioni scientifiche MIUR:   In lingua italiana:
  1. G. Cardaci, Per la legittimazione del creditore a proseguire o esperire ex novo l’azione revocatoria ordinaria in pendenza di fallimento, in Dir. fall., 2018, 1, p. 157 ss,
  2. G. Cardaci, Sull’efficacia – automatica, seppur “interinale” – del matrimonio tra persone dello stesso sesso nell’ordinamento giuridico italiano e sulla trascrizione del relativo certificato nell’archivio di stato civile, in Dir. fam. e pers., 2017, 1, p. 250 ss.
  3. G. Cardaci, La trascrizione dell’atto di nascita straniero formato a seguito di gestazione per altri, in Nuova giur. civ. comm., 2017, 5, p. 657 ss.
  4. G. Cardaci, Il processo di accertamento del genere del minore intersessuale, in Riv. dir. proc., 2016, 3, p. 683 ss.
  5. G. Cardaci, Sull’intervento adesivo dipendente di un’associazione rappresentativa di interessi diffusi nel procedimento camerale, in Giusto proc. civ., 2016, 3, p. 437 ss.
  6. G. Cardaci, Per un “giusto processo” di mutamento di sesso, in Dir. fam. e pers., 2015, 4, p. 1459 ss.
  7. G. Cardaci, La dipendenza ex art. 336 c.p.c., comma I, tra capo rescindente e capo rescissorio della sentenza di annullamento del lodo arbitrale che decide anche nel merito, in Riv. arb., 2014, 2, p. 329 ss.
  8. G. Cardaci, Possono essere considerate indispensabili le prove in appello soltanto laddove non colpevolmente omesse in primo grado?, in Foro pad., 2013, 4, p. 266 ss.  In lingua inglese:
  9. Cardaci, G. (2015), “Access to Justice for Transgenders: Toward a Quick, Accessible and Unified Procedure of Gender Reassignment in Europe?”, in M. Moscati & A. Lorenzetti, Access to Justice for LGBTI people (eds.), pp. 50-60. Wildy, Simmonds & Hill, London

- Altre pubblicazioni scientifiche:
  1. G. Cardaci, Non è obbligatorio l’intervento chirurgico per la rettificazione di attribuzione di sesso, nota a Trib. Savona, 30 marzo 2016, n. 353, in ilfamiliarista.it
  2. G. Cardaci, Sono trascribili integralmente nel registro di stato civile gli atti di nascita di due gemelli nati all’estero tramite “gestazione per altri”, nota a App. Milano, 28 dicembre 2016, in ilfamiliarista.it
  3. G. Cardaci, Riconoscimento in Italia del Parental Judgment costitutivo del legame di filiazione tra due bambini e il padre non genetico, nota a App. Trento, 23 febbraio 2017, in ilfamiliarista.it
  4. G. Cardaci, E’ trascrivibile l’atto di nascita straniero recante l’indicazione di due madri, nota a Cass. civ., 15 giugno 2015, n. 14878, in ilfamiliarista.it
  5. G. Cardaci, Formazione in Italia di un atto di nascita recante l’indicazione di due genitori dello stesso sesso, nota a Trib. Pisa, 15 marzo 2018, in ilfamiliarista.it
  6. G. Cardaci, Riconoscibilità in Italia dell’efficacia di una sentenza straniera che attribuisce la genitorialità a due uomini, nota a Cass. civ., 22 febbraio 2018, n. 4382, in ilfamiliarista.it